# Синий мост (Великий Новгород)
Синий мост — автомобильный мост через реку Малый Волховец в пригороде Великого Новгорода. Находится на автодороге Великий Новгород — Москва.

## История
До 1824 года на месте капитального Синего моста существовал наплавной мост. Он проходил через несуществующий ныне северный приток малого Волховца — Жилотуг.
Строительство капитального моста началось 7 января 1824 года. В то время правительство Российской империи проводило крупные работы по прокладке дороги из Петербурга в Москву. Строительством руководил служивший в России испанец Агустин Бетанкур. По Новгородскому уезду проходила значительная часть указанной дороги и мост через Малый Волховец был крайне важным её элементом. Он был построен за один год и три месяца. Основание моста состояло из двух каменных укреплений по берегам и десяти средних устоев. «Синим» назван потому, что деревянные части были выкрашены синей масляной краской.
Во время Великой Отечественной войны по Синему мосту жители покидали осаждённый Новгород. В течение 29 месяцев по Малому Волховцу проходила линия фронта. В ходе продолжительных ожесточённых боёв мост был разрушен. Сразу после освобождения Новгорода восстановлен, поскольку имел стратегическое транспортное значение в сообщении Новгорода и Ленинграда с Москвой. Историческое название старого моста сохранилось.
В 1955 году был возведён новый мост на месте уничтоженного во время Великой Отечественной войны.
К 80-м годам прошлого столетия Синий мост стал аварийным. В 1991 году с южной стороны вплотную к нему был выстроен новый двухполосный автомобильный мост. Предполагалось, что движение будет осуществляться и по новому, и по старому мосту. Однако старый был выведен из эксплуатации, но не разобран и стоит до сих пор.
18 августа 2021 года губернатор Новгородской области Андрей Никитин заявил, что в 2022 году начнется восстановление Синего моста и в течение 2 лет на подъезде к Великому Новгороду будет организовано 4-полосное движение по 2 полосы на каждом мосту.
В непосредственной близости от Синего моста, на левом берегу, установлен памятник Герою Советского Союза А. К. Панкратову, который 24 августа 1941 года первым в истории Великой Отечественной войны закрыл своим телом вражескую амбразуру.
На правом берегу рядом с мостом находится мемориальный комплекс «Линия обороны», сооружённый на месте, где с 1941 по 1944 гг. проходила линия фронта.
Недалеко от моста находятся церковь Спаса на Ковалёве и церковь Успения на Волотовом поле.
С августа 2022 года вёлся капитальный ремонт «Синего» моста. 1 сентября 2023 года по «Синему» мосту открылось движение.